# ボールガウン
| クリスチャンディオールのボールガウン |  | クリスチャンディオールのボールガウン |
| クリスチャンディオールのボールガウン |  |                                      |

ボールガウン (Ball gown) とは、西洋文化におけるオペラボールなどの舞踏会や公式の晩餐会などで着用される女性用の礼服である。女性の正式な正装であるイブニングドレスの一種であり、その中でも最も贅沢なドレスとして夜会服(夜の正装)に用いられることが多い。「ボール」はラテン語が由来の「Ball」で「踊る」という意味であり、それを日本語では一般的に「社交ダンス」と呼ぶ。
ボールガウンの多くは肩や腕を露出させたノースリーブもしくはストラップレスドレスであり、くびれた胴体にふっくらとした長いスカートを合わせている。このようなガウンは、通常、コートの代わりに肘上まである長い手袋(オペラグローブ)とヴィンテージジュエリーまたは（高価な生地のフォーマルなショール）、ケープまたはマントを併せて着用する。胸には勲章を付け、既婚女性はティアラを持つ。現在では合成繊維が使用されることもあるが、最も一般的な布地はサテン、シルク、タフタ、ベルベットにレース、パール、スパンコール、刺繍、フリル、リボン、ロゼット、ルーチングなどがある。
また、ボールガウンは西洋式の結婚式で花嫁が着用する純白のウェディングドレスのドレスラインの一つとしても人気がある。西洋の礼服の多くはキリスト教における儀礼用の衣装に由来しており、肌の露出を抑えることが求められた。その流れを受けウェディングドレスにおいても袖のないストラップレスドレス・バックレスドレス・ノースリーブ・ホルターネックなどのドレスは肘上まである長い手袋が着用されるのが一般的である。
オーストリアのウィーン国立歌劇場で行われるヨーロッパで最も格式高いダンスパーティーの一つである、上流階級や貴族の若き女性(デビュタント)が集う舞踏会・ヴィーナー・オーパンバルでは、服装は純白(オフホワイトやアイボリーなどは不可)のボールガウンと併せ白のオペラグローブの着用が義務付けられており、欧米諸国に多数存在するその他のデビュタントボール(デビュタントの初舞台となる舞踏会)においてもそのドレスコードが準用されている。